# Telihay Péter
Telihay Péter (Miskolc, 1965. április 3. –) rendező, színész, dramaturg.

## Életpályája
1984–1988 között a Színház- és Filmművészeti Főiskola dramaturg szakán tanult, ahol 1990–1993 között a rendező szakot is elvégezte Ádám Ottó osztályában.
1988–1989 között, valamint 1996–1999 között a Szegedi Nemzeti Színház tagja volt, s itt 2008 őszén néhány hónapig a prózai tagozatot vezette. 1989–1994 között a Független Színpad, valamint a Miskolci Nemzeti Színház, 1994–1996 között a Vígszínház tagja volt. 2000–2001 között a nyíregyházi Móricz Zsigmond Színházban dolgozott. 2001–2003 között a Komáromi Jókai Színház művészeti vezetője volt. 2003–2007 között a szolnoki Szigligeti Színház rendezője volt, majd 2009-ig újra a Móricz Zsigmond Színházban dolgozott mint művészeti tanácsadó.

## Színházi rendezései
A Színházi Adattárban regisztrált bemutatóinak száma: szerzőként: 3; színészként: 5; rendezőként: 70; díszlettervezőként: 21; jelmeztervezőként: 1.

### Szerzőként
- Párizs, Texas (1994)
- Sörgyári capriccio (1995)
- Régi idők focija (1998)

### Színészként
- Ribakov: Az Arbat gyermekei....I. katona
- Shakespeare: Lear király....Szolga Cornwall mellett
- Shakespeare: Rómeó és Júlia....Baltazár
- Madách Imre: Az ember tragédiája....
- Gogol: A revizor....Hrisztyian Ivanovics Hübner

### Rendezőként
| - Presser Gábor: Jó estét nyár, jó estét szerelem (1992) - Schiller: Stuart Mária (1993) - Szép Ernő: Háromlevelű lóhere (1993) - Brecht: Kurázsi mama és gyermekei (1993) - Ödön von Horváth: Mesél a bécsi erdő (1994) - Shepard–Wenders–Carson: Párizs, Texas (1994) - Weiss: Jean-Paul Marat üldöztetése és meggyilkolása, ahogy a charentoni elmegyógyintézet színjátszói előadják de Sade úr betanításában (1995) - Hrabal–Menzel: Sörgyári Capriccio (1995) - Shakespeare: A velencei kalmár (1995) - John Webster: Amalfi hercegnő (1995) - Harley: Ismerősök (1996) - Csehov: A manó (1996) - Szirmai Albert: Mágnás Miska (1996) - Tábori György: Mein Kampf (1997) - Shakespeare: Sok hűhó semmiért (1997) - Calderón: VIII. Henrik (1997) - Csehov: A három húg (Három nővér) (1998) - Mándy–Sándor–Tóth: Régi idők focija (1998) - O’Neill: Amerikai Elektra (1998) - Csehov: Platonov (1999) - Schnitzler: Körmagyar (1999) - Akutagava Rjúnoszuke: A vihar kapujában (2000) - Füst Milán: Boldogtalanok (2001) - Molière: Tartuffe (2001) - Camoletti: Boldog születésnapot (2001) - Lehár Ferenc: Víg özvegy (2001) - Gogol: Háztűznéző (2002) - Kusan: Galócza (2002) - Eisemann Mihály: Fiatalság, bolondság (2002) - Csehov: Sirály (2002) | - Csehov: Ivanov (2003) - Parti Nagy Lajos: Ibusár (2003) - Euripidész: Iphigeneia (2003) - Euripidész: Elektra (2003) - Euripidész: Oresztész (2003) - Hellstenius: Bolondok háza (2003) - Dosztojevszkij: A Karamazov testvérek (2004, 2010) - Herman: Őrült nők ketrece (2004) - Závada Pál: Szólj anyádnak, jöjjön ki! (2004) - Shakespeare: Othello (2005) - Feydeau: Bolha a fülbe (2005) - Spiró György: Csirkefej (2005) - Németh Ákos: Vörös bál (2005) - Lermontov: Álarcosbál (2006) - Bulgakov: Molière (2006) - Molnár Ferenc: Liliom, egy csirkefogó élete és halála (2006) - Widmer: Top Dogs (Nagykutyák) (2007) - Osztrovszkij: Vihar (2007) - Gogol: A revizor (2007) - Shakespeare: Vízkereszt vagy bánom is én (2007-2008) - Gabriel García Márquez: Száz év magány (2007) - Karácsony–Presser: Bevetés (2008) - Molière: George Dandin, avagy a megcsúfolt férj (2008) - Bizet: Carmencet (2008) - Madách Imre: Az ember tragédiája (2009) - Gádor Béla: Othello Gyulaházán (2010) - Shakespeare: Lear király (2010) - Pozsgai Zsolt: Kék-lila nyár (2010) - Agatha Christie: Fekete kávé (2011) - Szikora Róbert: Macskafogó (2011) - Csikós Attila: Két összeillő ember (2012) - Forgách András: A pincér (2012) - Szálinger Balázs: Köztársaság (2013) |

### Díszlettervezőként
- Shepard–Wenders–Carson: Párizs, Texas (1994)
- Molnár Ferenc: Az ibolya (1995)
- Molnár Ferenc: Marsall (1995)
- Molnár Ferenc: Előjáték Lear királyhoz (1995)
- Shakespeare: Sok hűhó semmiért (1997)
- Mándy Iván–Sándor Pál–Tóth Zsuzsa: Régi idők focija (1998)
- O’Neill: Amerikai Elektra (1998)
- Molière: Tartuffe (2001)
- Hellstenius: Bolondok háza (2003)
- Németh Ákos: Vörös bál (2005)
- Bulgakov: Molière (2006)
- Widmer: Top Dogs (Nagykutyák) (2007)
- Shakespeare: Vízkereszt vagy bánom is én (2007–2008)
- Madách Imre: Az ember tragédiája (2009)
- Gádor Béla: Othello Gyulaházán (2010)
- Dosztojevszkij: A Karamazov testvérek (2010)
- Szálinger Balázs: Köztársaság (2013) (J)

## Díjai, elismerései
- Színikritikusok Díja – Különdíj (1999)